# Univerzal - holding Beograd
Univerzal - holding Beograd (code BELEX : UNVR) est une holding serbe qui a son siège social à Belgrade, la capitale de la Serbie. Elle travaille dans les secteurs du commerce et de la production.

## Histoire
Univerzal - holding Beograd a été admise au libre marché de la Bourse de Belgrade le 17 juin 2004 ; elle a été exclue le 7 mars 2012 et a été mise en faillite.

## Activités

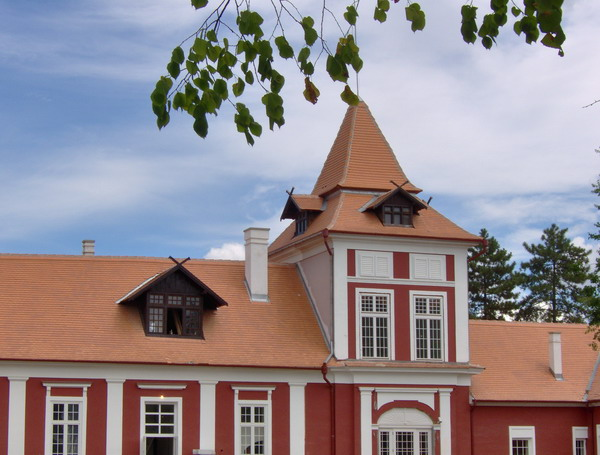
Le château d'Ečka

Univerzal - holding Beograd possède deux filiales, Univerzal - Trade, Production and Marketing, qui a été créée en 1989 et qui travaille dans l'import-export, et Univerzal Uniteh, qui a son siège à Smederevo et qui fabrique des compresseurs vendus notamment aux États-Unis, en Chine et en Russie. Elle détient aussi la majorité du capital dans un certain nombre d'entreprises. La société Kastel, qui, en serbe signifie « le château », a son siège à Ečka, en Voïvodine ; elle travaille dans la restauration et le tourisme ; elle gère le château d'Ečka, construit en 1820 par la famille de Lazar Lukač et aujourd'hui transformé en hôtel-restaurant. La société Unisak a son siège à Inđija et fabrique des sacs. La société Panonija, elle aussi située à Inđija, est spécialisée dans la construction de machines. La société Tamis est une entreprise commerciale qui a son siège à Jaša Tomić et la société Zako, à Žagubica, fabrique des vêtements. En outre, Univerzal - holding Beograd détient 49 % du capital de l'usine Corun d'Užice, qui fabrique des outils, notamment pour la construction des routes et l'industrie minière et 38 % du capital de l'usine Belosavac 2001, dont le siège est à Smedrevska Palanka et qui met de l'eau minérale en bouteilles.